# Белеет парус одинокий
«Белеет парус одинокий» — повесть Валентина Катаева, написанная в 1936 году.
В качестве названия взята первая строка стихотворения Михаила Лермонтова «Парус».
До 1986 года повесть «Белеет парус одинокий» издавалась в СССР 121 раз и была переведена на 34 языка. Общий тираж составил 7,955 миллиона экземпляров.
Повесть «Белеет парус одинокий» входит в эпопею (позднее названную «Волны Чёрного моря»), которая связана общими главными героями с созданными в дальнейшем произведениями (указаны в порядке развития сюжетной линии):
- Повесть «Электрическая машина» — 1943.
- Роман «Хуторок в степи» — 1956.
- Роман «Зимний ветер» — 1960.
- Роман «Катакомбы» («За власть Советов») — 1948.

## Персонажи
- Петя Бачей — сын преподавателя, восемь с половиной лет.
- Гаврик — приятель Пети, девять с половиной лет. Внук бедного рыбака.

- Павлик Бачей — младший брат Пети, три с половиной года.
- Василий Петрович Бачей — отец Пети и Павлика. Преподаватель ремесленного училища, коллежский советник.
- Татьяна Ивановна — тётя Пети и Павлика.
- Дуня — кухарка в семье Бачей.
- Дедушка — дедушка Гаврика, рыбак. Живёт в хибарке на берегу моря, рыбачит с Гавриком на шаланде без паруса.
- Терентий — старший брат Гаврика. Рабочий железнодорожных мастерских, боевик.
- Мотя — дочь Терентия.
- Родион Жуков — беглый матрос с броненосца «Потёмкин».
- Усатый — агент сыскной полиции.
- Иосиф Карлович — хозяин тира.
- семья Коган — владельцы торговой лавки в доме, где живёт семья Бачей.
- товарищ Синичкин — "человек с комитета".

Семья Бачей живёт в центре Одессы по адресу Канатная, угол Куликова поля. Мать Пети и Павлика умерла.

Дедушка и Гаврик живут в Одессе в хибарке на берегу моря в районе пляжа Отрада. Бабушка Гаврика умерла.

### Прототипы
Главному герою повести Пете Бачею, списанному с себя, Катаев дал имя своего отца и фамилию своей матери, а образ Павлика, брата Пети, списан с младшего брата автора — Евгения Петровича Катаева, писавшего впоследствии сатирические произведения под псевдонимом Евгений Петров.

## Сюжет
Действие происходит в Одессе с августа 1905 по май 1906 года. Преподаватель Василий Бачей с детьми, Петей и Павликом, возвращается с летнего отдыха в город. Всё лето они провели на берегу Чёрного моря в окрестностях Аккермана в «экономии», хозяин которой сдавал дачи на лето. Однажды Петя видел, как на морском горизонте прошли восставший броненосец «Потёмкин» и преследующая его эскадра Черноморского флота.
По дороге к ним в дилижанс запрыгивает скрывающийся от облавы матрос и прячется под скамейкой. Бачей не выдаёт его преследователям. Этот матрос с маленькой татуировкой на руке в виде синего якоря будет не раз встречаться по сюжету всех четырёх произведений, вошедших в эпопею «Волны Чёрного моря». В Аккермане семья пересаживается на пароход, идущий в Одессу. На пароходе Петя замечает странно ведущего себя пассажира (полицейского сыщика), который обходит весь пароход, тайком оглядывая всех попутчиков. Он замечает спящего пассажира, которым оказывается матрос и, назвав его Родионом Жуковым, собирается арестовать. Однако Жуков прыгает за борт и плывёт к берегу. Заболевший Жуков выбивается из сил и начинает тонуть, но его подбирают рыбаки: дед и внук Гаврик (приятель Пети). Они прячут его в своей хижине, матрос бредит из-за горячки. Поняв, что Жуков — один из восставших на «Потёмкине», Гаврик спешит к своему брату Терентию, члену подпольного революционного комитета.
На следующий день он встречает сыщика, опрашивающего всех местных обитателей. Терентий с товарищем приходят к матросу, но полиция окружает берег, подпольщикам удаётся спастись в катакомбах. Полиция забирает дедушку в участок. Гаврику приходится буквально побираться, поскольку они и до этого с дедушкой еле сводили концы с концами. Однако Гаврик вскоре находит заработок в ставшей модной игре в «ушки» (форменные металлические пуговицы). Дедушку выпускают из участка, но здоровье старика подорвано избиениями. 
Гаврик вовлекает Петю в азартную игру в "ушки". Петя проигрывает раз за разом и быстро становится должником Гаврика. Чтобы погасить долг, Петя пускается во все тяжкие: крадёт дома мелочь, срезает пуговицы с отцовского мундира и наконец крадёт деньги из копилки младшего брата. Гаврик, под видом передачи «ушек», использует Петю как курьера для доставки патронов одесским боевикам. Однажды среди отстреливающихся боевиков Петя узнаёт матроса Жукова. Терентий переходит на нелегальное положение, а семья Терентия переезжает в дедушкину хибарку.
В Рождество Гаврик передаёт Пете на хранение несколько мешочков с патронами. Внезапно все проделки Пети вскрываются, отец в гневе бросает мешочки в печь, думая, что там злосчастные ушки. Следует взрыв. От стыда и ужаса Петя теряет сознание и мгновенно заболевает. Всю зиму Петя болел: сначала скарлатиной, а потом воспалением лёгких. Только в апреле он снова встретился с Гавриком.
В конце апреля 1906 года дедушка умирает. На его похороны приходят сотни рыбаков и рабочих. 1 мая рыбаки на шаландах устраивают маёвку в море. Перед ними выступает щегольски одетый матрос с тросточкой и в перчатках. Во всех бедах он обвиняет богатых. На берегу матроса арестовывают, но "комитет" за несколько дней готовит ему побег из тюрьмы. Гаврик, Петя и Мотя подгоняют к берегу шаланду под парусом, и матрос уходит на ней в Румынию. А Гаврик остаётся без шаланды...

## Издания
Выборочно:
- Белеет парус одинокий: Повесть. — Для старш. возраста. — М.—Л.: Детиздат, 1936. (М.: ф-ка детской книги изд-ва детской лит-ры ЦК ВЛКСМ). — Переплет, 296 с.; ил.
- Белеет парус одинокий: Повесть. — Для старш. возраста. — Издание второе. — Рис. К. Ротова. — М.—Л.: Детиздат, 1937.
- Белеет парус одинокий: Роман — М.—Л.: Художественная литература, 1936. — 123 с. (Роман-газета; № 11-12. 1936)
- Белеет парус одинокий: Роман. — М.: Художественная литература, 1936. — 392 с.; ил.
- Белеет парус одинокий. — М.: Художественная литература, 1937. — 350 с.
- Белеет парус одинокий: Повесть: [Для ст. возраста]. — Рис. К. Ротова. — М.—Л.: Детиздат, 1940. — 272 с.; ил.
- Белеет парус одинокий: Повесть. — Чита: Чит. обл. гос. изд-во, 1949. — 239 с. (тип. Облисполкома)
- Белеет парус одинокий: Повесть. — Ил. Д. Дубинский. — М.: Гослитиздат, 1950. — 264 с.; ил. Тираж не указан. (Библиотека советского романа)
- Белеет парус одинокий: Повесть. — Киев: Гослитиздат Украины, 1951. — 264 с.
- Белеет парус одинокий: Повесть. — Ил. Г. Котляров. — Воронеж: Воронеж. обл. книгоизд-во, 1951. — 304 с.: ил.
- Белеет парус одинокий: Повесть. — Для старш. классов узбек. школы. — [Ил. В. Горяев]. — Ташкент: Учпедгиз УзССР, 1958. — 363 с.: ил.
- Белеет парус одинокий: Повесть. — Вступ. статья М. М. Кузнецова; Ил. В. Н. Горяев. — М.: Худож. лит., 1967. — 287 с.: ил. (Народная б-ка)
- Белеет парус одинокий: Повесть. — Ил.: В. А. Сиротинцев. — Нальчик: Эльбрус, 1971. — 264 с.; ил. (Школьная б-ка)
- Белеет парус одинокий: Повесть. — Худож. А. А. Лапицкая. — Минск: Нар. асвета, 1975. — 255 с.; ил. (Школьная б-ка)
- Белеет парус одинокий: Повесть. — [Для детей]. — Каунас: Швиеса, 1984. — 213 с.
- Белеет парус одинокий: Повесть. — Худож. С. Слонов. — Алма-Ата: Мектеп, 1984. — 246 с.: ил.
- Белеет парус одинокий: Сын полка: Повести. — М.: ЭКСМО-Пресс, 2001. — 479 с.: ил; ISBN 5-04-088058-8 (Библиотека приключений)
- Белеет парус одинокий: Повесть: Для среднего школьного возраста; худож. В. Горяев. — М.: Детская литература, 2016. — 399 с.: ил.; 5000 экз. ISBN 978-5-08-005130-2 (Школьная библиотека)
- Белеет парус одинокий: Повесть: Для среднего школьного возраста. — худож. В. Горяев. — М.: Детская литература, 2018. — 399 с.: ил., портр.; 4000 экз. ISBN 978-5-08-005903-2 (Школьная библиотека)

## Экранизации
- 1937 — Художественный фильм «Белеет парус одинокий» (Союздетфильм)
- 1975 — Киноэпопея «Волны Чёрного моря» (Киностудия им. Довженко, ТО «Луч»)

## В монументальном искусстве
В Одессе на площади Веры Холодной в 1988 году был установлен памятник главным героям повести — мальчикам Пете и Гаврику.